# Ciutat municipal de Vílnius
La ciutat municipal de Vílnius (en lituà: Vilniaus miesto savivaldybė) es troba a la part sud-est del país, en el comtat de Vílnius i consta de la ciutat de Vílnius, la ciutat de Grigiškės i algunes zones rurals.

## Història del municipi

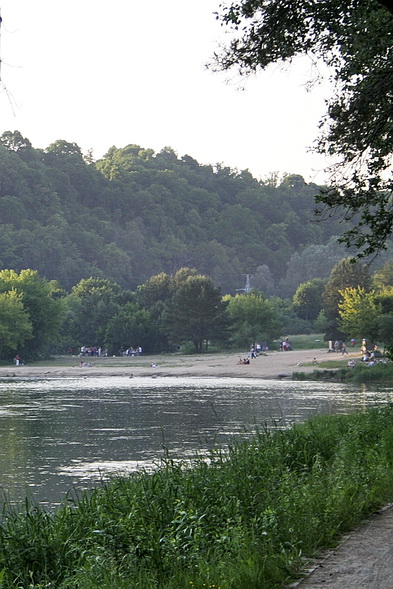
Riu Neris

Durant l'era soviètica, Vílnius se li va donar l'estatus únic d'una ciutat, que no va ser controlada pels governs locals, però va ser responsable directament al govern central de la República Socialista Soviètica de Lituània. Oficialment, continuava sent una part del districte de Vílnius.
Després de la independència el sistema de districtes i ciutats administrades per la República es va reorganitzar en la dels municipis. Per tant, el territori que anteriorment incloïa Vílnius, va esdevenir la ciutat municipal de Vílnius, mentre que la resta de les zones del districte de Vílnius va esdevenir Districte municipal de Vílnius. A pesar que tota la zona es considera Vílnius, té algunes àrees que són de fet suburbis, separat de la ciutat pels boscos.
En virtut de la reforma municipal de 2000, la ciutat de Grigiškės es va separar de la Districte municipal de Trakai, i forma part de la ciutat municipal de Vílnius. Es va convertir en unz Seniūnija (una única designació lituana) d'aquest municipi. Tanmateix, Grigiškės no es considera part de Vílnius, solament del municipi. Això és degut al fet que si se uneix amb Vílnius, requeriria canviar el nom de molts carrers d'ambdues ciutats, i seria massa costós en aquest moment.
El govern de l'ajuntament de la ciutat de Vílnius també vol que el poble de Lentvaris, actualment part del Districte municipal de Trakai, s'adjunti a la Ciutat municipal de Vílnius (que és suposadament el suport de la gent de Lentvaris, d'acord amb enquestes dutes a terme per la ciutat municipal de Vílnius). A això s'oposa al govern del districte municipal de Trakai.

## Geografia
La densitat de població del municipi és de quasi 1.400 persones per quilòmetre quadrat. Malgrat això, tanmateix, quasi la meitat d'ella està coberta de boscos i zones verdes. Els parcs separen els diferents districtes i els boscos separen Vílnius dels seus suburbis. Hi ha llocs de lleure com els llacs, (l'aigua representa quasi el 3% de la superfície). Fora dels límits de la ciutat de Vílnius, també és possible nedar en el riu Neris. Els boscos també són freqüents a la zona nord del municipi.
El districte municipal de Vílnius envolta el municipi de la ciutat de Vílnius pel nord, est i sud, mentre que a la ciutat municipal de Vílnius limita a l'oest amb el districte municipal de Trakai.

## Seniūnijos del municipi
1. Verkiai
2. Antakalnis
3. Pašilaičiai
4. Fabijoniškės
5. Pilaitė
6. Justiniškės
7. Viršuliškės
8. Šeškinė
9. Šnipiškės
10. Žirmūnai
11. Karoliniškės
12. Žvėrynas
13. Grigiškės
14. Lazdynai
15. Vilkpėdė
16. Naujamiestis
17. Senamiestis (Old Town)
18. Naujoji Vilnia
19. Paneriai
20. Naujininkai
21. Rasos